# Schizorhina immaculata
Schizorhina immaculata är en skalbaggsart som beskrevs av Lea 1914. Schizorhina immaculata ingår i släktet Schizorhina och familjen Cetoniidae. Inga underarter finns listade i Catalogue of Life.